# Thomas Walther (Anwalt)

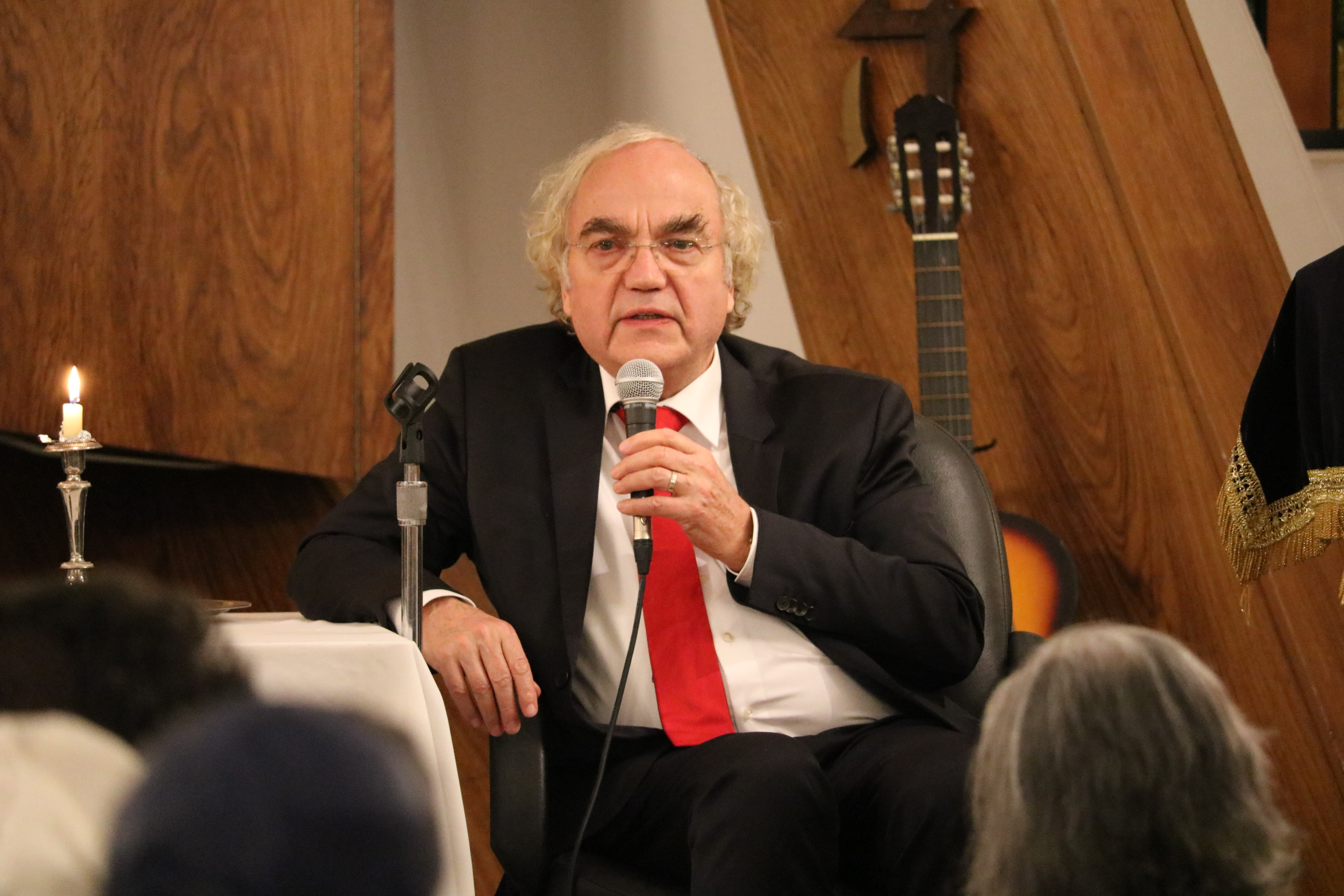
Thomas Walther 2016

Thomas Walther (* 1943 in Erfurt) ist ein deutscher Rechtsanwalt. Er erlangte besondere Bekanntheit als Ermittler für die Zentrale Stelle der Landesjustizverwaltungen zur Aufklärung nationalsozialistischer Verbrechen. In dieser Funktion brachte er unter anderem die Verfahren gegen John Demjanjuk, Oskar Gröning, Irmgard Furchner und Josef Schütz zum Laufen.

## Leben

### Berufliche Karriere
Thomas Walthers Vater Rudolf Walther nahm während der Novemberpogrome 1938 zwei jüdische Ehepaare auf und half ihnen bei der Flucht ins Ausland. Walther besuchte das Herzog-Ernst-Gymnasium Uelzen und war ein eher schwieriger Schüler. Einem Rauswurf entging er durch Schulwechsel. Er besuchte im Anschluss die Herderschule Lüneburg.
Nach dem Jura-Studium arbeitete Thomas Walther bei der bayerischen Justiz. Er war Richter und später Staatsanwalt in Memmingen, Kempten und Sonthofen. Vor seiner Pensionierung arbeitete er 18 Jahre lang als Richter beim Amtsgericht Lindau, zuletzt als Strafrichter. 2006, zwei Jahre von seiner Pensionierung, entschied er sich, sich umzuorientieren.

### Arbeit als Ermittler
Am 1. September 2006 begann er in Ludwigsburg als Ermittler bei der Zentralen Stelle der Landesjustizverwaltungen zur Aufklärung nationalsozialistischer Verbrechen. 2008 übernahm er den Fall von John Demjanjuk. der ukrainische Wachmann des Vernichtungslagers Sobibor lebte zu diesem Zeitpunkt in den USA. Es wurde sein vermutlich spektakulärster Fall. Der Prozess gilt als einer der ersten gegen NS-Täter aus der zweiten Reihe und führte zu einem Umdenken der Justiz im Umgang mit NS-Tätern. 1969 hatte der Bundesgerichtshof im Rahmen der Auschwitzprozesse entschieden, das nicht jeder, der in Auschwitz angestellt war, objektiv an den Morden beteiligt gewesen sein musste. Es müsse eine unmittelbare Tatbeteiligung vorliegen. Walther drängte auf den Fall, für den es eine Beobachtungsakte gab. Walther führte die Ermittlungen und übergab seine Ergebnisse 2008 an die Staatsanwaltschaft. Er sorgte auch für die Auslieferung des Angeklagten aus den Vereinigten Staaten, der dort seine Anerkennung wegen der Beihilfe zum Massenmord in Sobibor verlieren und in die Ukraine abgeschoben werden sollte.
2009 begann der Prozess gegen den damals 89-jährigen Ukrainer. Walther selbst trat als Zeuge auf Das Verfahren endete mit einer Gesamtfreiheitsstrafe von fünf Jahren wegen Beihilfe zum Mord an 28.060 Menschen. Das Urteil wurde nicht rechtskräftig, da Demjanjuk vor einer Entscheidung über die eingelegte Revision verstarb. Aus dem Staatsdienst schied Walther im November 2008 aus, durfte aber bis Juni 2009 als Angestellter der Zentralstelle den Demjanjuk-Prozess weiter begleiten.
Im Anschluss begann die Zentralstelle in fünfzig weiteren Fällen zu ermitteln, wovon fünf später mit einem Urteil endeten.

### Arbeit als Rechtsanwalt
Im Juni 2009 beendete er seine Arbeit für die Zentralstelle und begann nun als Rechtsanwalt zu arbeiten. Er fungierte in verschiedenen Prozessen gegen NS-Täter als Nebenkläger und Anwalt der Überlebenden. So begleitete er die Ermittlungen gegen Ernst T., einem Wachmann im Konzentrations- und Vernichtungslager Auschwitz, der jedoch drei Tage vor Prozessbeginn verstarb.
2015 trat er als Nebenkläger im Fall von Oskar Gröning auf, dem sogenannten „Buchhalter von Auschwitz“. Dieser wurde zu vier Jahren Haft verurteilt, starb jedoch vor Haftantritt. Als Nebenkläger vertrat er 26 Personen, darunter Justin Sonder sowie Leon Schwarzbaum, im Verfahren gegen Reinhold Hanning, der zu fünf Jahren Haft verurteilt wurde. Auch diese Entscheidung wurde nicht rechtskräftig, da Hanning vor Beginn der Revisionsverhandlungen verstarb.
2021 vertrat er 17 Nebenkläger im Prozess gegen den KZ-Aufseher Josef Schütz, der im KZ Sachsenhausen seinen Dienst verrichtete. Die Anklage lautete auf Beihilfe zum Mord und versuchten Mord in 3518 Fällen. Es handelte sich bei dem 100-jährigen Aufseher um die älteste Person, die je wegen eines NS-Verbrechens angeklagt wurde. Wie bereits bei den anderen Fällen verstarb Schütz vor Beginn der Revisionsverhandlungen. Schütz war zu fünf Jahren Haft verurteilt worden, das Urteil jedoch durch sein Ableben nicht rechtskräftig geworden.

### Privatleben
Thomas Walther lebt in Wangen im Allgäu. Er ist Vater von vier Kindern.

## Auszeichnungen
2013 schlug Regisseur Michael Verhoeven Thomas Walther für den Verdienstorden der Bundesrepublik Deutschland vor. Die Bayerische Staatskanzlei lehnte jedoch ab. 2019 wurde Thomas Walther für sein Engagement schließlich doch noch mit dem Verdienstorden der Bundesrepublik Deutschland in der Ordensstufe Verdienstkreuz am Bande ausgezeichnet.